# سيندي ماكين
سيندي ماكين (بالإنجليزية: Cindy McCain)‏ (و. 1954  م) هي مُدرسة، ورائدة أعمال، وسيدة أعمال، وسياسية أمريكية، زوجها الراحل جون ماكين أحد أبرز قادة الحزب الجمهوري، سيندي ماكين كان لها دور بارز، في فوز جو بايدن في ولاية أريزونا، ولدت في فينيكس، أريزونا، هي عضوةٌ الحزب الجمهوري.

## التعليم
تعلمت في جامعة كاليفورنيا الجنوبية، وتعلمت في USC Rossier School of Education ‏
.

## وصلات خارجية
- سيندي ماكين على موقع IMDb (الإنجليزية)
- سيندي ماكين على موقع الموسوعة البريطانية (الإنجليزية)
- سيندي ماكين على موقع مونزينجر (الألمانية)
- سيندي ماكين على موقع إن إن دي بي (الإنجليزية)
- سيندي ماكين على موقع قاعدة بيانات الفيلم (الإنجليزية)

- سيندي ماكين في قاعدة بيانات الأفلام على الإنترنت